# Huernia laevis
Huernia laevis är en oleanderväxtart som beskrevs av J. R. Wood. Huernia laevis ingår i släktet Huernia och familjen oleanderväxter. Inga underarter finns listade i Catalogue of Life.